# Clarence Seedorf
Pour les articles homonymes, voir Seedorf.
Clarence Seedorf, né le 1er avril 1976 à Paramaribo au Suriname, est un footballeur international néerlandais reconverti entraîneur.
Les supporters de l'AC Milan le surnomment « il professore » en référence à sa maîtrise de jeu. Réputé pour sa frappe de balle surpuissante, il est considéré comme l'un des meilleurs milieux de terrains de sa génération, et a notamment été choisi par Pelé dans le FIFA 100. Il a la particularité d'être le seul joueur à avoir remporté quatre fois la Ligue des champions avec trois clubs différents, avec l'Ajax Amsterdam en 1995, avec le Real Madrid en 1998 et deux fois avec le Milan AC en 2003 et 2007.

## Biographie

### Jeunesse et formation
Clarence Seedorf naît à Paramaribo, la capitale du Suriname (ex-Guyane néerlandaise). À tout juste deux ans, il quitte son pays natal avec ses parents Johan et Dulcie pour les Pays-Bas.
Seedorf-fils effectue ses premiers dribbles dans les basques de son père, ancien joueur professionnel du SV Transvaal, club phare de la capitale. Clarence continue le football sous les couleurs de l'AS 80 puis du Real d'Almere, clubs situés à une vingtaine de kilomètres d'Amsterdam. Déjà habile et poussé par un père qui corrige ses défauts balle au pied à l'aide d'une caméra, il participe au « Talent-Day », journée de détection sur candidatures spontanées de l'Ajax Amsterdam. L'essai est concluant, Seedorf assimile rapidement les programmes de la Youth Education. Déjà inséparable avec Patrick Kluivert, le tandem fait des ravages dans les équipes de jeunes. Sacré champion chaque année dans les différentes catégories, Seedorf avale les progrès et les étapes.

### Professionnel à l'Ajax et départ pour la Sampdoria (1992-1996)
Au début de la saison 1992-1993, Louis van Gaal a eu vent des performances de Seedorf. Il lui fait disputer son premier match avec les professionnels en Coupe de l'UEFA contre le FC Kaiserslautern. Mieux, le 28 octobre 1992, Clarence devient le plus jeune joueur de l'Ajax Amsterdam à débuter dans le championnat des Pays-Bas à seize ans, six mois et vingt jours. Avec le numéro 16 sur le dos car il a demandé à avoir son âge sur son maillot, il dispute douze matchs et inscrit un but pour sa première saison avec les Lanciers. Ses efforts sont récompensés en fin de saison quand l'Ajax s'offre la Coupe nationale, Clarence est de la fête et est élu « Meilleur espoir 1993 ».
L'année suivante, balloté à plusieurs postes (milieu droit, meneur de jeu et même libéro), Seedorf dispute dix-neuf matchs pour quatre buts. Son jeu s'étoffe et il conserve son titre de « Meilleur espoir 1994 ». Dès lors, l'Ajax Amsterdam ne se passe plus de ses services. Titulaire indiscutable, il devient international en décembre 1994, joue 34 matchs et marque à six reprises lors de la saison 1994-1995. Lui et son club remporte le championnat néerlandais mais surtout la Ligue des champions face à l'AC Milan. Les grands clubs sont alors à l'affut et Johan, le père-manager, filtre les appels. À 19 ans, Clarence efface un autre record : il devient le plus jeune joueur à quitter l'Ajax Amsterdam pour un club étranger.
Direction l'Italie et la Sampdoria. À son arrivée il est soutenu et hébergé par Ruud Gullit.
Il inscrit son premier but pour la Sampdoria le 14 avril 1996, à l'occasion d'une rencontre de championnat face à la Juventus de Turin au Stadio delle Alpi. Il est titularisé et son équipe l'emporte par trois buts à zéro.
Dans ce qui est alors le plus prestigieux des championnats européens, Seedorf est toujours aussi performant avec 31 matchs et deux buts en Serie A, son élégance et sa vivacité convaincant même les plus sceptiques. Il ne reste qu'une saison à Gênes pour rebondir au Real Madrid. « J'ai choisi le Real car c'est beaucoup plus fort que la Sampdoria ».

### Sommets avec le Real Madrid (1996-1999)
À peine arrivé dans la capitale espagnole, Seedorf flambe immédiatement au sein de la Liga. Il inscrit son premier but pour le Real le 18 janvier 1997, lors d'une rencontre de championnat face à l'Atlético de Madrid. Il est titulaire et son équipe s'impose par quatre buts à un. Sous son impulsion (38 matchs et six buts), le Real est sacré champion d'Espagne dès la première saison. L'année suivante, il remporte la Ligue des champions en 1998 face à la Juventus . En finale, Seedorf et son ancien coéquipier Edgar Davids, s'affrontent à l'Amsterdam ArenA, leur ancien antre. En décembre 1999, Clarence Seedorf s'envole vers l'Inter de Milan qui finalement conclut la transaction pour 24,5 millions d'euros.

### Retour en Italie, à l'Inter (2000-2002)
En janvier 2000, Clarence Seedorf rejoint l'Inter Milan. Le transfert est annoncé dès le mois de décembre 1999.
Il joue son premier match pour l'Inter le 6 janvier 2000, lors d'une rencontre de championnat face à l'AC Pérouse. Il se fait remarquer ce jour-là en délivrant une passe décisive pour Grigoris Georgatos (en) sur l'ouverture du score, et en inscrivant son premier but pour le club juste avant la mi-temps. Il contribue ainsi à la victoire de son équipe (5-0 score final).
À l'Inter, il n'a pas la même réussite que dans ses anciens club mais il joue un rôle important, dans la seconde place en championnat glanée par les nerazzurri en 2002. Après trois saisons en demi-teinte, le Néerlandais relance sa carrière à l'AC Milan.

### Star du Milan AC (2002-2012)
En mai 2002 un accord est trouvé entre l'Inter Milan et le Milan AC pour un échange entre Clarence Seedorf et Francesco Coco. Cette nouvelle est dans un premier temps mal perçue par les supporters rossoneri, Seedorf provenant du club rival et Coco étant un joueur prometteur, ce qui ne facilite pas l'intégration de Seedorf. Mais il signe bien avec les rouges et noirs et fait ses débuts sous ses nouvelles couleurs en étant titularisé le 14 septembre 2002, lors de la victoire du Milan face au Modène FC en Serie A (0-3). Avec les Rossoneri, il remporte la Serie A, mais également une Ligue des champions en 2003. En 2007, le club lombard gagne une septième Ligue des champions, soit une quatrième pour son palmarès personnel. Il devient ainsi, en 2007, l'unique joueur à avoir remporté quatre fois la compétition reine européenne avec trois clubs différents.
Il fait partie des 50 nommés du Ballon d'or 2007 donné par le magazine France Football, et termine à la 19e place du classement.

### Fin de carrière de joueur à Botafogo (2012-2014)
En juillet 2012, il quitte l'AC Milan et rejoint le club brésilien de Botafogo à Rio de Janeiro.
Seedorf marque son premier but pour Botafogo le 4 août 2012, lors d'une rencontre de championnat face à l'Atlético Clube Goianiense. Titularisé, il participe à la victoire de son équipe par deux buts à un.
Le 8 juillet 2013, il inscrit un superbe but face à Fluminense. Une frappe lourde des 35 mètres, digne de ses plus belles années, qui offre la victoire à son équipe (1-0).
Le 14 janvier 2014, il annonce sa retraite et va directement sur une nouvelle carrière d’entraîneur au Milan AC.

### En équipe nationale (1994-2008)
Clarence Seedorf débute avec les Oranjes à Rotterdam le 14 décembre 1994 contre le Luxembourg et marque d'une frappe puissante. Il n'est cependant pas retenu pour la Coupe du monde des moins de 20 ans 1995 au Qatar.
Ses bonnes prestations en club lui permettent d'être retenu pour l'Euro 96 mais il est l'auteur du tir au but raté qui élimine les Pays-Bas contre la France en quarts. Le 7 octobre 2000, Seedorf réalise un doublé contre Chypre, dont l'un des deux buts est réalisé sur coup franc direct. Il participe ainsi à la victoire des siens par quatre buts à zéro.
Il représente les Pays-Bas au Mondial 98, et aux Euros 2000 et 2004 (il ne joue pas le Mondial 2002 car les Pays-Bas ne sont pas qualifiés).
À la fin de la saison 2005-2006, il n'est pas retenu par le sélectionneur Marco van Basten pour disputer la Coupe de monde 2006 en Allemagne. À cette date, il comptabilise pourtant 407 rencontres de championnat avec les plus grands clubs, pour 53 buts inscrits, 104 matchs de Coupe d'Europe pour 9 réalisations.
Seedorf est rappelé en sélection nationale pour jouer les éliminatoires de l'Euro 2008 grâce à ses bonnes performances en club. Cependant, à la surprise générale, le 13 mai 2008, il annonce qu'il choisit de ne pas participer à la compétition. Cette décision est peut-être liée à celles qui ont poussé certains de ses coéquipiers (notamment Mark van Bommel et Ruud van Nistelrooy) à repousser la sélection peu après la fin de la Coupe du monde, refusant de revenir en sélection si Marco van Basten en demeurait le sélectionneur.

### Carrière d'entraineur (depuis 2014)
Le 14 janvier 2014, il annonce la fin de sa carrière de joueur et son arrivée au poste d'entraîneur à l'AC Milan. Le 19 janvier 2014, il décroche, pour son premier match sur le banc rossonero la sixième victoire de l'AC Milan contre le Hellas Vérone en Serie A.
Malgré une série de cinq victoires ainsi que la première victoire dans le derby de la Madonnina depuis 2011, il est renvoyé le 9 juin 2014, quatre mois seulement après son arrivée, remplacé par Filippo Inzaghi.
Le 7 juillet 2016, Clarence Seedorf est nommé entraineur du Shenzhen Football Club, évoluant en championnat de Chine de football de deuxième division. Il est remplacé par Sven-Göran Eriksson le 5 décembre 2016.
Le 21 décembre 2017, il est annoncé comme entraineur et directeur sportif du club brésilien Atlético Paranaense, dans un rôle proche d'un manager à l'anglaise,,. Cependant, un mois plus tard, il est annoncé que le contrat ne s'est pas concrétisé.
Le 5 février 2018, il est nommé entraineur du Deportivo La Corogne pour le reste du championnat d'Espagne de football 2017-2018. Il ne parvient pas à éviter la relégation du Deportivo.
Le 4 août 2018, il est nommé sélectionneur du Cameroun, avec son compatriote Patrick Kluivert comme adjoint. Il est remercié en juillet 2019.

## Style de jeu
Polyvalent dans l'entre-jeu, ce droitier au gabarit moyen (1,76 m) perce les défenses. Il est aussi le premier à participer aux tâches défensives.
Seedorf est capable d'effectuer n'importe quelle tâche au milieu de terrain. Le changement de position de Seedorf entre le Real Madrid et AC Milan n'a pas changé l'efficacité de Clarence. Il a joué en tant que milieu de terrain offensif à Madrid alors qu'il jouait un rôle plus central à Milan, il a joué un rôle clé dans les deux positions.
De plus, Seedorf est un joueur qui peut changer le rythme du match en marquant un but, en fournissant une passe décisive ou en limitant les options offensives de l'opposition. Cependant, son style de jeu n'eut pas beaucoup de crédit auprès des fans et des médias car pas très "flashy".

## Statistiques

### Générales par saison
Ce tableau présente les statistiques en carrière de Clarence Seedorf, :
| Saison                | Club                  | Championnat           | Championnat | Championnat | Championnat | Coupe(s) nationale(s) | Coupe(s) nationale(s) | Coupe(s) nationale(s) | Supercoupe | Supercoupe | Supercoupe | Compétition(s) continentale(s) | Compétition(s) continentale(s) | Compétition(s) continentale(s) | Compétition(s) continentale(s) | Supercoupe UEFA | Supercoupe UEFA | Supercoupe UEFA | Coupe Intercontinentale | Coupe Intercontinentale | Coupe Intercontinentale | Coupe du monde des clubs | Coupe du monde des clubs | Coupe du monde des clubs | Pays-Bas | Pays-Bas | Pays-Bas | Total | Total | Total |
| Saison                | Club                  | Division              | M.          | B.          | P.d.        | M.                    | B.                    | P.d.                  | M.         | B.         | P.d.       | Comp.                          | M.                             | B.                             | P.d.                           | M.              | B.              | P.d.            | M.                      | B.                      | P.d.                    | M.                       | B.                       | P.d.                     | M.       | B.       | P.d.     | M.    | B.    | P.d.  |
| 1992-1993             | Ajax Amsterdam        | Eredivisie            | 12          | 1           | 0           | 3                     | 0                     | 0                     | -          | -          | -          | C3                             | 3                              | 0                              | 0                              | -               | -               | -               | -                       | -                       | -                       | -                        | -                        | -                        | -        | -        | -        | 18    | 1     | 0     |
| 1993-1994             | Ajax Amsterdam        | Eredivisie            | 19          | 4           | 0           | 2                     | 0                     | 0                     | 1          | 0          | 0          | C2                             | 2                              | 0                              | 1                              | -               | -               | -               | -                       | -                       | -                       | -                        | -                        | -                        | -        | -        | -        | 24    | 4     | 1     |
| 1994-1995             | Ajax Amsterdam        | Eredivisie            | 34          | 6           | 4           | 3                     | 0                     | 0                     | 1          | 0          | 0          | C1                             | 11                             | 0                              | 0                              | -               | -               | -               | -                       | -                       | -                       | -                        | -                        | -                        | 5        | 2        | 0        | 54    | 8     | 4     |
| Sous-total            | Sous-total            | Sous-total            | 65          | 11          | 4           | 8                     | 0                     | 0                     | 2          | 0          | 0          | -                              | 16                             | 0                              | 1                              | -               | -               | -               | -                       | -                       | -                       | -                        | -                        | -                        | 5        | 2        | 0        | 96    | 13    | 5     |
| 1995-1996             | UC Sampdoria          | Serie A               | 32          | 3           | 2           | 2                     | 1                     | 0                     | -          | -          | -          | -                              | -                              | -                              | -                              | -               | -               | -               | -                       | -                       | -                       | -                        | -                        | -                        | 10       | 3        | 0        | 44    | 7     | 2     |
| Sous-total            | Sous-total            | Sous-total            | 32          | 3           | 2           | 2                     | 1                     | 0                     | -          | -          | -          | -                              | -                              | -                              | -                              | -               | -               | -               | -                       | -                       | -                       | -                        | -                        | -                        | 10       | 3        | 0        | 44    | 7     | 2     |
| 1996-1997             | Real Madrid           | Liga                  | 38          | 6           | 2           | 4                     | 0                     | 0                     | -          | -          | -          | -                              | -                              | -                              | -                              | -               | -               | -               | -                       | -                       | -                       | -                        | -                        | -                        | 9        | 1        | 1        | 51    | 7     | 3     |
| 1997-1998             | Real Madrid           | Liga                  | 36          | 6           | 2           | -                     | -                     | -                     | 2          | 1          | 1          | C1                             | 11                             | 0                              | 1                              | -               | -               | -               | -                       | -                       | -                       | -                        | -                        | -                        | 11       | 1        | 0        | 60    | 8     | 4     |
| 1998-1999             | Real Madrid           | Liga                  | 37          | 3           | 3           | 5                     | 1                     | 0                     | -          | -          | -          | C1                             | 8                              | 3                              | 1                              | 1               | 0               | 0               | 1                       | 0                       | 0                       | -                        | -                        | -                        | 7        | 0        | 0        | 59    | 7     | 4     |
| 1999 -2000            | Real Madrid           | Liga                  | 10          | 0           | 2           | -                     | -                     | -                     | -          | -          | -          | C1                             | 6                              | 0                              | 1                              | -               | -               | -               | -                       | -                       | -                       | -                        | -                        | -                        | 6        | 0        | 0        | 22    | 0     | 3     |
| Sous-total            | Sous-total            | Sous-total            | 121         | 15          | 9           | 9                     | 1                     | 0                     | 2          | 1          | 1          | -                              | 25                             | 3                              | 3                              | 1               | 0               | 0               | 1                       | 0                       | 0                       | -                        | -                        | -                        | 33       | 2        | 1        | 192   | 22    | 14    |
| 1999-2000             | Inter Milan           | Serie A               | 20          | 3           | 5           | 5                     | 2                     | 1                     | -          | -          | -          | -                              | -                              | -                              | -                              | -               | -               | -               | -                       | -                       | -                       | -                        | -                        | -                        | 6        | 0        | 1        | 31    | 5     | 7     |
| 2000-2001             | Inter Milan           | Serie A               | 24          | 2           | 5           | 4                     | 0                     | 0                     | 1          | 0          | 0          | C1+C3                          | 2+5                            | 0+3                            | 0+0                            | -               | -               | -               | -                       | -                       | -                       | -                        | -                        | -                        | 6        | 2        | 0        | 42    | 7     | 5     |
| 2001-2002             | Inter Milan           | Serie A               | 20          | 3           | 3           | 2                     | 1                     | 0                     | -          | -          | -          | C3                             | 10                             | 0                              | 0                              | -               | -               | -               | -                       | -                       | -                       | -                        | -                        | -                        | 2        | 1        | 0        | 34    | 5     | 3     |
| Sous-total            | Sous-total            | Sous-total            | 64          | 8           | 13          | 11                    | 3                     | 1                     | 1          | 0          | 0          | -                              | 17                             | 3                              | 0                              | -               | -               | -               | -                       | -                       | -                       | -                        | -                        | -                        | 14       | 3        | 1        | 107   | 17    | 15    |
| 2002-2003             | AC Milan              | Serie A               | 29          | 4           | 3           | 3                     | 2                     | 0                     | -          | -          | -          | C1                             | 16                             | 1                              | 3                              | -               | -               | -               | -                       | -                       | -                       | -                        | -                        | -                        | 6        | 1        | 2        | 54    | 8     | 8     |
| 2003-2004             | AC Milan              | Serie A               | 29          | 3           | 4           | 5                     | 0                     | 0                     | 1          | 0          | 0          | C1                             | 8                              | 0                              | 1                              | 1               | 0               | 0               | 1                       | 0                       | 0                       | -                        | -                        | -                        | 12       | 0        | 0        | 57    | 3     | 5     |
| 2004-2005             | AC Milan              | Serie A               | 32          | 5           | 2           | 4                     | 1                     | 0                     | -          | -          | -          | C1                             | 13                             | 1                              | 0                              | -               | -               | -               | -                       | -                       | -                       | -                        | -                        | -                        | -        | -        | -        | 49    | 7     | 2     |
| 2005-2006             | AC Milan              | Serie A               | 36          | 4           | 6           | 2                     | 1                     | 0                     | -          | -          | -          | C1                             | 11                             | 1                              | 1                              | -               | -               | -               | -                       | -                       | -                       | -                        | -                        | -                        | -        | -        | -        | 49    | 6     | 7     |
| 2006-2007             | AC Milan              | Serie A               | 32          | 7           | 2           | 5                     | 0                     | 2                     | -          | -          | -          | C1                             | 14                             | 3                              | 4                              | -               | -               | -               | -                       | -                       | -                       | -                        | -                        | -                        | 4        | 0        | 1        | 55    | 10    | 9     |
| 2007-2008             | AC Milan              | Serie A               | 32          | 7           | 5           | -                     | -                     | -                     | -          | -          | -          | C1                             | 7                              | 2                              | 1                              | 1               | 0               | 0               | -                       | -                       | -                       | 2                        | 1                        | 0                        | 6        | 0        | 0        | 48    | 10    | 6     |
| 2008-2009             | AC Milan              | Serie A               | 33          | 6           | 4           | 1                     | 0                     | 0                     | -          | -          | -          | C3                             | 7                              | 0                              | 1                              | -               | -               | -               | -                       | -                       | -                       | -                        | -                        | -                        | -        | -        | -        | 41    | 6     | 5     |
| 2009-2010             | AC Milan              | Serie A               | 29          | 5           | 4           | -                     | -                     | -                     | -          | -          | -          | C1                             | 8                              | 1                              | 4                              | -               | -               | -               | -                       | -                       | -                       | -                        | -                        | -                        | -        | -        | -        | 37    | 6     | 8     |
| 2010-2011             | AC Milan              | Serie A               | 30          | 4           | 6           | 2                     | 0                     | 0                     | -          | -          | -          | C1                             | 8                              | 0                              | 1                              | -               | -               | -               | -                       | -                       | -                       | -                        | -                        | -                        | -        | -        | -        | 40    | 4     | 7     |
| 2011-2012             | AC Milan              | Serie A               | 18          | 2           | 1           | 3                     | 1                     | 0                     | 1          | 0          | 1          | C1                             | 8                              | 0                              | 2                              | -               | -               | -               | -                       | -                       | -                       | -                        | -                        | -                        | -        | -        | -        | 30    | 3     | 4     |
| Sous-total            | Sous-total            | Sous-total            | 300         | 47          | 37          | 25                    | 5                     | 2                     | 2          | 0          | 1          | -                              | 100                            | 9                              | 18                             | 2               | 0               | 0               | 1                       | 0                       | 0                       | 2                        | 1                        | 0                        | 28       | 1        | 3        | 460   | 63    | 61    |
| 2012                  | Botafogo              | Série A               | 24          | 8           | 4           | -                     | -                     | -                     | -          | -          | -          | CS                             | 1                              | 1                              | 1                              | -               | -               | -               | -                       | -                       | -                       | -                        | -                        | -                        | -        | -        | -        | 25    | 9     | 5     |
| 2013                  | Botafogo              | Série A               | 34          | 8           | 8           | 8                     | 0                     | 0                     | -          | -          | -          | -                              | -                              | -                              | -                              | -               | -               | -               | 14                      | 7                       | 0                       | -                        | -                        | -                        | -        | -        | -        | 56    | 15    | 8     |
| Sous-total            | Sous-total            | Sous-total            | 58          | 16          | 12          | 8                     | 0                     | 0                     | -          | -          | -          | -                              | 1                              | 1                              | 1                              | -               | -               | -               | 14                      | 7                       | 0                       | -                        | -                        | -                        | -        | -        | -        | 81    | 24    | 13    |
| Total sur la carrière | Total sur la carrière | Total sur la carrière | 640         | 100         | 77          | 63                    | 10                    | 3                     | 7          | 2          | 2          | -                              | 159                            | 16                             | 23                             | 3               | 0               | 0               | 16                      | 7                       | 0                       | 2                        | 1                        | 0                        | 87       | 11       | 5        | 977   | 147   | 110   |

### Buts en sélection
| Buts en sélection de Clarence Seedorf | Buts en sélection de Clarence Seedorf | Buts en sélection de Clarence Seedorf | Buts en sélection de Clarence Seedorf | Buts en sélection de Clarence Seedorf | Buts en sélection de Clarence Seedorf | Buts en sélection de Clarence Seedorf   |
| #                                     | Date                                  | Lieu                                  | Adversaire                            | Score                                 | Résultats                             | Compétitions                            |
| ------------------------------------- | ------------------------------------- | ------------------------------------- | ------------------------------------- | ------------------------------------- | ------------------------------------- | --------------------------------------- |
| 1                                     | 14 décembre 1994                      | De Kuip, Rotterdam                    | Luxembourg                            | 5-0                                   | 5-0                                   | Éliminatoires Euro 1996                 |
| 2                                     | 29 mars 1995                          | De Kuip, Rotterdam                    | Malte                                 | 1-0                                   | 4-0                                   | Éliminatoires Euro 1996                 |
| 3                                     | 11 octobre 1995                       | Ta' Qali Stadium, Ta'Qali             | Malte                                 | 4-0                                   | 4-0                                   | Éliminatoires Euro 1996                 |
| 4                                     | 15 novembre 1995                      | De Kuip, Rotterdam                    | Norvège                               | 1-0                                   | 3-0                                   | Éliminatoires Euro 1996                 |
| 5                                     | 4 juin 1996                           | De Kuip, Rotterdam                    | République d'Irlande                  | 2-1                                   | 3-1                                   | Match amical                            |
| 6                                     | 14 décembre 1996                      | Stade Roi Baudouin, Bruxelles         | Belgique                              | 2-0                                   | 3-0                                   | Éliminatoires de la Coupe du monde 1998 |
| 7                                     | 21 février 1998                       | Orange Bowl, Miami                    | États-Unis                            | 2-0                                   | 2-0                                   | Match amical                            |
| 8                                     | 7 octobre 2000                        | Stade GSP, Nicosie                    | Chypre                                | 1-0                                   | 4-0                                   | Éliminatoires de la Coupe du monde 2002 |
| 9                                     | 7 octobre 2000                        | Stade GSP, Nicosie                    | Chypre                                | 2-0                                   | 4-0                                   | Éliminatoires de la Coupe du monde 2002 |
| 10                                    | 6 octobre 2001                        | Gelredome, Arnhem                     | Andorre                               | 2-0                                   | 4-0                                   | Éliminatoires de la Coupe du monde 2002 |
| 11                                    | 16 octobre 2002                       | Stade Ernst-Happel, Vienne            | Autriche                              | 1-0                                   | 3-0                                   | Éliminatoires Euro 2004                 |

## Palmarès

### En club
Formé à l'Ajax Amsterdam, Clarence Seedorf soulève son premier trophée dès sa première saison au club remportant Coupe des Pays-Bas puis la Supercoupe des Pays-Bas à l'été 1993 avant de soulever son premier titre de champion des Pays-Bas dès 1994. Pour sa troisième et dernière saison au club, il remporte la Ligue des Champions contre l'AC Milan après avoir été champion des Pays-Bas une deuxième fois et soulever la Supercoupe.
Après un passage d'une saison à la Sampdoria, il rejoint le Real Madrid avec qui il est champion d'Espagne dès sa première saison. Lors de sa seconde saison au club, après avoir remporté la Supercoupe d'Espagne, il soulève la Ligue des Champions après une victoire un but à zéro contre la Juventus. En 1998, il remporte la Coupe intercontinentale mais s'incline contre Chelsea lors de la Supercoupe de l'UEFA.
Parti à l'Inter Milan à l'intersaison 1999-2000, il s'incline en finale de Coupe d'Italie quelques mois plus tard puis de la Supercoupe la même année.
C'est chez le rival de l'AC Milan qu'il remporte ses premiers titres en Italie remportant dès sa première saison une troisième Ligue des Champions avec trois clubs différents lors d'une séance de tirs au but face à la Juventus puis la Coupe d'Italie la même année. La saison suivante, il s'incline en finale de Coupe intercontinentale et de Supercoupe d'Italie mais remporte la Supercoupe de l'UEFA et son premier titre de champion d'Italie. Pour sa troisième saison au club, il est finaliste de la Ligue des Champions mais s'incline contre Liverpool en tirs au but. Après une saison sans titre, il remporte en 2007 sa quatrième Ligue des Champions prenant sa revanche sur Liverpool avant de remporte la Supercoupe de l'UEFA et la Coupe du monde des clubs. Les deux saisons suivantes, il ne remporte aucun titre ni ne joue aucune finale mais il devient champion d'Italie une seconde fois en 2011 avant de remporter la Supercoupe d'Italie et de terminer sa dixième saison au club en tant que vice-champion d'Italie.
Il termine sa carrière au Botafogo avec qui il remporte la Coupe Guanabara.

### En équipe nationale
En 87 sélections avec les Pays-Bas, il joue l'Euro à trois reprises, atteignant les demi-finale en 2000 et 2004 et la Coupe du monde en 1998, terminant quatrième.
| Ajax Amsterdam (6) | Real Madrid (4) | Inter Milan                                                                      | AC Milan (8) | Botafogo (1)                             |
| --- | --- | -------------------------------------------------------------------------------- | --- | ---------------------------------------- |
| - Ligue des champions (1) - Vainqueur : 1995 - Championnat des Pays-Bas (2) - Vainqueur : 1994 et 1995 - Coupe des Pays-Bas (1) - Vainqueur : 1993 - Supercoupe des Pays-Bas (2) - Vainqueur : 1993 et 1994 | - Ligue des champions (1) : - Vainqueur : 1998 - Championnat d'Espagne (1) : - Champion : 1997 - Vice-champion : 1999 - Supercoupe d'Espagne (1) : - Vainqueur : 1997 - Coupe intercontinentale (1) : - Vainqueur : 1998 - Supercoupe de l'UEFA : - Finaliste : 1998 | - Coupe d'Italie : - Finaliste : 2000 - Supercoupe d'Italie : - Finaliste : 2000 | Ligue des champions (2) : - Vainqueur : 2003 et 2007 - Finaliste : 2005 - Coupe du monde des clubs (1) : - Vainqueur : 2007 - Supercoupe de l'UEFA (2) : - Vainqueur : 2003 et 2007 - Championnat d'Italie (2) : - Champion : 2004 et 2011 - Vice-champion : 2005 et 2012 - Coupe d'Italie (1) : - Vainqueur : 2003 - Supercoupe d'Italie (1) : - Vainqueur : 2011 - Finaliste : 2003 - Coupe intercontinentale : - Finaliste : 2003 | Coupe Guanabara (1) : - Vainqueur : 2013 |

### Distinctions personnelles
- Nommé au FIFA 100 en 2004
- Seul joueur dans l'histoire du football à avoir remporté 4 fois la Ligue des Champions avec 3 clubs européens différents, respectivement, l'Ajax Amsterdam (1995), le Real Madrid (1998) et l'AC Milan - par deux fois - (2003) et (2007)

- Ballon d'argent brésilien à son poste en 2013
- Élu parmi les "légendes" par Golden Foot en 2018

## Polémique
Il est cité dans l'affaire des Panama Papers pour avoir eu recours à une société offshore à partir de 2005 basée aux Iles Vierges britanniques afin de cacher les droits de sponsorings de son écurie de moto.

## Moto
Clarence Seedorf a également créé sa propre écurie moto qui faisait partie du championnat du monde 125 cm3 : Valsir Seedorf Derbi.